# Andende
Koordinaten: 0° 41′ S, 10° 13′ O
Der Stadtteil Andende der Provinzhauptstadt Lambaréné in Gabun befindet sich am rechten Ufer des Ogooué gegenüber einer Insel, die als heutiger Standort des Albert-Schweitzer-Hospitals bekannt wurde.
Er geht auf eine um 1876 gegründete US-amerikanische christliche Missionsstation von John Nassau zurück, die 1892 von der evangelischen Pariser Missionsgesellschaft übernommen wurde. Während einer Reise durch Äquatorialafrika besuchte die Engländerin Mary Kingsley die Missionsstation Andende als einen Etappenort ihrer Gabun-Bereisung.
Als Albert Schweitzer im Jahr 1913 in Lambaréné eintraf, nutzte er zunächst die Missionsstation von Andende als provisorische Unterkunft und Krankenhaus, bis das eigentliche Hospital fertiggestellt wurde. Die Missionsstation besteht aus zwei Backsteingebäuden, die seit etwa 120 Jahren dem tropischen Klima widerstanden –  während alle Holzgebäude der ersten Missionsstation längst verrottet sind. Das Hauptgebäude besitzt im Erdgeschoss eine eindrucksvolle Gewölbegalerie. Die Wände der Station sind mit schlichten christlichen Bildmotiven verziert.